# Музыка
Му́зыка (от др.-греч. μουσική) — вид искусства, в котором определённым образом организованные звуки используются для создания некоторого сочетания формы, гармонии, мелодии, ритма или иного выразительного содержания. Принято считать, что музыка является культурной универсалией, присутствующей во всех человеческих обществах. Её определения значительно различаются по содержанию и подходу. Исследователи признают, что музыка определяется несколькими конкретными элементами (высотой, тембром, продолжительностью, формой и др.), однако единого мнения относительно их определений не существует. Создание музыки обычно подразделяется на музыкальные композицию, импровизацию и исполнение, в то время как различные аспекты музыкального искусства изучаются в рамках академических дисциплин (например, музыковедения и теории музыки), критики, философии и психологии. Исполнение музыки может осуществляться с использованием широкого спектра инструментов, включая голос для пения.
В некоторых музыкальных направлениях исполнение или сочинение музыки может быть в той или иной степени импровизированным. Музыка может быть скомпонована, секвенирована или иным образом создана для непрямого воспроизведения механическим или электронным способом, например, с помощью музыкальной шкатулки, шарманки или программного обеспечения для работы с цифровым звуком на компьютере. Музыка исполняется в публичных и частных пространствах, в том числе на таких мероприятиях, как фестивали и концерты, а также может выступать музыкальным сопровождением или саундтреком к фильму, телешоу, опере или видеоигре. Воспроизведение музыки — основная функция портативного аудиоплеера и CD-проигрывателя, а также универсальная черта радио и смартфонов.
Помимо просто развлечения, музыка часто играет ключевую роль в общественных мероприятиях, религиозных ритуалах, обрядах перехода, празднованиях и культурных мероприятиях. Музыкальная индустрия включает авторов песен, композиторов, исполнителей, звукорежиссёров, продюсеров, организаторов туров, дистрибьюторов музыкальных инструментов, аксессуаров и партитур. Композиции, выступления и музыкальные записи оценивают и анализируют музыкальные критики, музыкальные журналисты и музыковеды, а также любители.
Важнейшей музыкальной способностью человека является ладовое чувство - способность, выражающаяся в эмоциональном переживании и осознании системы отношений между звуками внутри определённого лада. Оно позволяет человеку не просто воспринимать отдельные звуки, а ощущать их функциональные роли, тяготения, устойчивость и неустойчивость, а также эмоциональную окраску музыкального произведения.

## История термина
Греческое слово «μουσική» представляет собой прилагательное женского рода. Женский род объясняется его согласованием с существительными женского рода др.-греч. τέχνη (ремесло, профессиональная деятельность муз, ср. позднейшее «техника») или греч. ἐπιστήμη (мусическая наука, знание предметов божественной деятельности муз). Позже прилагательное μουσική субстантивировалось, в Древнем Риме слово musica отмечается и в функции прилагательного (женского рода, например, в словосочетании ars musica) и как существительное (музыка).
В русском литературном языке XIX века закрепилось ударение на первый слог — «му́зыка», хотя у Пушкина и (позже) у кучкистов встречается архаичное ударение на втором слоге — «музы́ка».
В древнерусском языке вплоть до XVIII века в таком же значении использовалось слово мусики́я (от греч. μουσική) и дериваты, например, прилагательное «мусикийский», как в труде Николая Дилецкого «Грамматика пения мусикийского». Изредка прилагательное «мусикийский» применяется для стилизации под архаику и в литературных сочинениях XIX века, например, «мусикийские орудия» (то есть музыкальные инструменты) у Н. В. Гоголя в эссе «Жизнь».

## История музыки

### Введение
На ранних стадиях развития человечества музыка была почти исключительно прикладной. Отсюда «каноничность» музыкального стиля, малая выраженность в нём индивидуально-авторского начала. В профессиональном творчестве зрелых музыкальных культур музыка постепенно освобождалась от непосредственной зависимости от слова, танца, ритуального контекста. Начиная с позднего средневековья (XV век), а особенно в эпоху Возрождения в Европе впервые развились формы так называемой автономной музыки (по Г. Бесселеру «преподносимой», то есть предназначенной исключительно для слушания), сложилась самостоятельная логика композиторского мышления, обособилась сама профессия композитора. В Новое время (начиная с эпохи барокко) «прикладная» составляющая продолжила существование в виде так называемой программной музыки, но параллельно возникали идеи «имманентной сущности» музыки, одна из наиболее популярных в XIX веке — идея абсолютной музыки. В творчестве авангардистов XX века «автономный» вектор истории музыки достиг очередной кульминации — композиторы давали своим сочинениям заголовки, исключающие какие-либо ассоциации с привычными жанрами и формами (например, «Пять пьес для оркестра» Веберна, «Структуры» Булеза, «Композиция № 2» Уствольской и т. п.), либо приписанные сочинениям заголовки имели сугубо условный характер.

### Доисторическая эпоха
Предполагается, что появление современного человека произошло около 160 тыс. лет тому назад в Африке. Около 50 тыс. лет тому назад люди заселили все пригодные для жизни континенты. Поскольку все люди мира, включая наиболее изолированные племенные группы, обладают некоторыми формами музыки, историки пришли к выводу, что музыка должна была присутствовать у первых людей в Африке, до их расселения по планете. Предполагается, что после возникновения в Африке, музыка существует, по крайней мере, 50 тыс. лет и постепенно превратилась в неотъемлемую часть человеческой жизни по всей планете.
Доисторической, или примитивной, принято обозначать устную музыкальную традицию. Примерами может служить американская и австралийская музыка аборигенов. Доисторическая эра в музыке заканчивается с переходом к записи музыкальных произведений. Одно из наиболее древних известных музыкальных произведений, записанное на клинописной табличке и обнаруженное на раскопках Ниппура, датируется примерно 1900—1600 гг. до н. э. Дешифровка таблички опубликована в 1986 году профессором Энн Драффкорн Килмер из Калифорнийского университета в Беркли. Согласно исследователю, табличка содержит фрагментарные инструкции по исполнению и сочинению музыки в гармонии третей и написана с использованием диатонической гаммы.
Один из древнейших зафиксированных учёными музыкальных инструментов — флейта. В частности, экземпляр флейты был обнаружен рядом со скульптурами, которые относят к 35—40 тыс. лет до н. э.

### Музыка Древнего Египта
На стенах пирамид, в древних папирусах, в сборниках «Тексты пирамид» и «Книга мёртвых» есть строки религиозных гимнов. Встречаются «страсти» и «мистерии». Популярным сюжетом были «страсти» Осириса, который ежегодно умирал и воскресал, а также женские песни-плачи над мёртвым Осирисом. Исполнение песен могло сопровождаться драматическими сценами.
Музыка играла важную роль в жизни древних египтян. О значении музыки в Древнем Египте говорят настенные рельефы древних египетских храмов и гробниц с изображением музыкантов. Древнейшими музыкальными инструментами египтян были арфа и флейта. В период Нового царства египтяне играли на колоколах, бубнах, барабанах и лирах, импортируемых из Азии. Богатые люди устраивали приёмы с приглашением профессиональных музыкантов.

### Музыка Древней Греции
Музыкальное образование считалось одним из важнейших для развития души человека. Музыканты и певцы играли видную роль в греческом театре. Считается, что именно в Древней Греции музыка достигла наивысшего расцвета в культуре Древнего мира. Само слово «музыка» имеет древнегреческое происхождение. В Древней Греции впервые отметили закономерную связь между высотой звука и числом, открытие которой традиция приписывает Пифагору. Музыка как предмет образования и воспитания и как составляющая общественной жизни имела огромное значение для греков и в целом — для всей позднейшей европейской цивилизации.
В древнегреческой мифологии покровительницей музыкантов была муза Эвтерпа. По традиции, её изображали с сирингой в руках. Музыканты также поклонялись богу Аполлону (Фебу), который был покровителем всех искусств, а также медицины.

### Азиатские культуры
Азиатская музыка охватывает ряд музыкальных культур и включает арабскую, центральноазиатскую, восточноазиатскую, южноазиатскую музыку, а также музыку Юго-Восточной Азии. Некоторые из этих музыкальных традиций берут своё начало в глубокой древности.

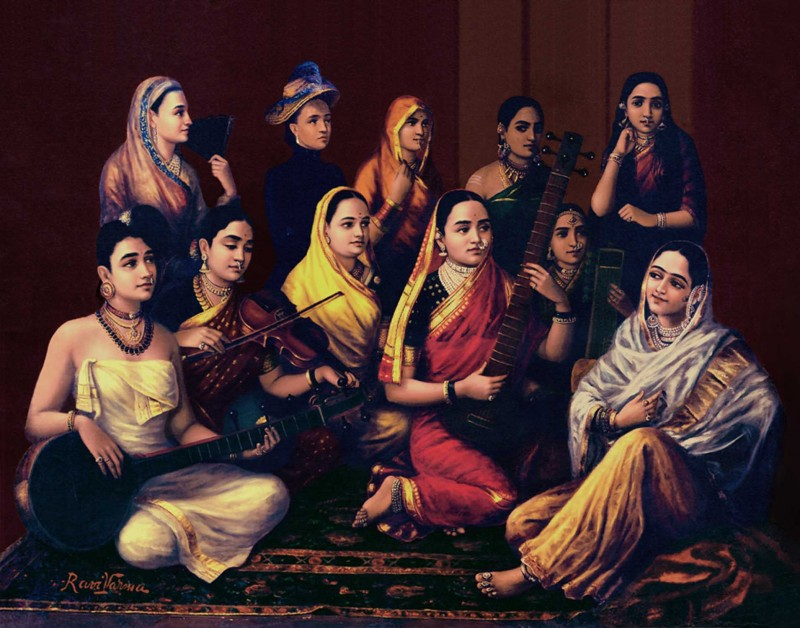
Индийские женщины, одетые в традиционные региональные наряды, играют на музыкальных инструментах, популярных в разных частях Индии

Индийская классическая музыка — одна из древнейших в мире музыкальных традиций. На скульптурах индской цивилизации изображены танцы и старинные музыкальные инструменты, такие как флейта с семью отверстиями. В результате раскопок, проведённых Мортимером Уилером, были найдены струнные инструменты и барабаны в Хараппе и Мохенджо-Даро. В Ригведе, древнем индуистском тексте, есть элементы нынешней индийской музыки, а также используется музыкальная нотация для обозначения метра и способа исполнения песнопений. Индийская классическая музыка (марга) монофонична и основана на одной мелодической линии или раге, ритмически организованной через талы. В поэме «Шилаппадикарам» объясняется, как можно создавать новые лады путём модального смещения тоники из существующей гаммы. Современная хинди-музыка испытала влияние традиционной персидской музыки и афганских моголов. Карнатическая музыка, популярная в южных штатах, носит преимущественно духовный характер; большинство песен посвящено индуистским божествам. В репертуаре также есть песни, акцентирующие внимание на любви и других социальных вопросах.
Индонезийская музыка зародилась со времён миграции культур бронзового века на индонезийский архипелаг во II—III веках до нашей эры. В традиционной индонезийской музыке используются ударные инструменты, такие как генданг и гонги. Отдельные музыкальные традиции развили уникальные и сложные инструменты, например, струнный сасандо с острова Роте, сунданский ангклунг, а также сложные и изысканные оркестры яванского и балийского гамелана. Индонезия является родиной «набора настроенных гонгов» — обобщающий термин для набора небольших, высоко звучащих котловидных гонгов. Гонги обычно располагают в порядке музыкальных нот, закрепляя их выпуклой стороной вверх на верёвке, натянутой в низкой деревянной раме. Наиболее популярной формой индонезийской музыки является гамелан — ансамбль настроенных ударных инструментов, в который входят металлофоны, барабаны, гонги, коленные скрипки, а также бамбуковая флейта сулинг.

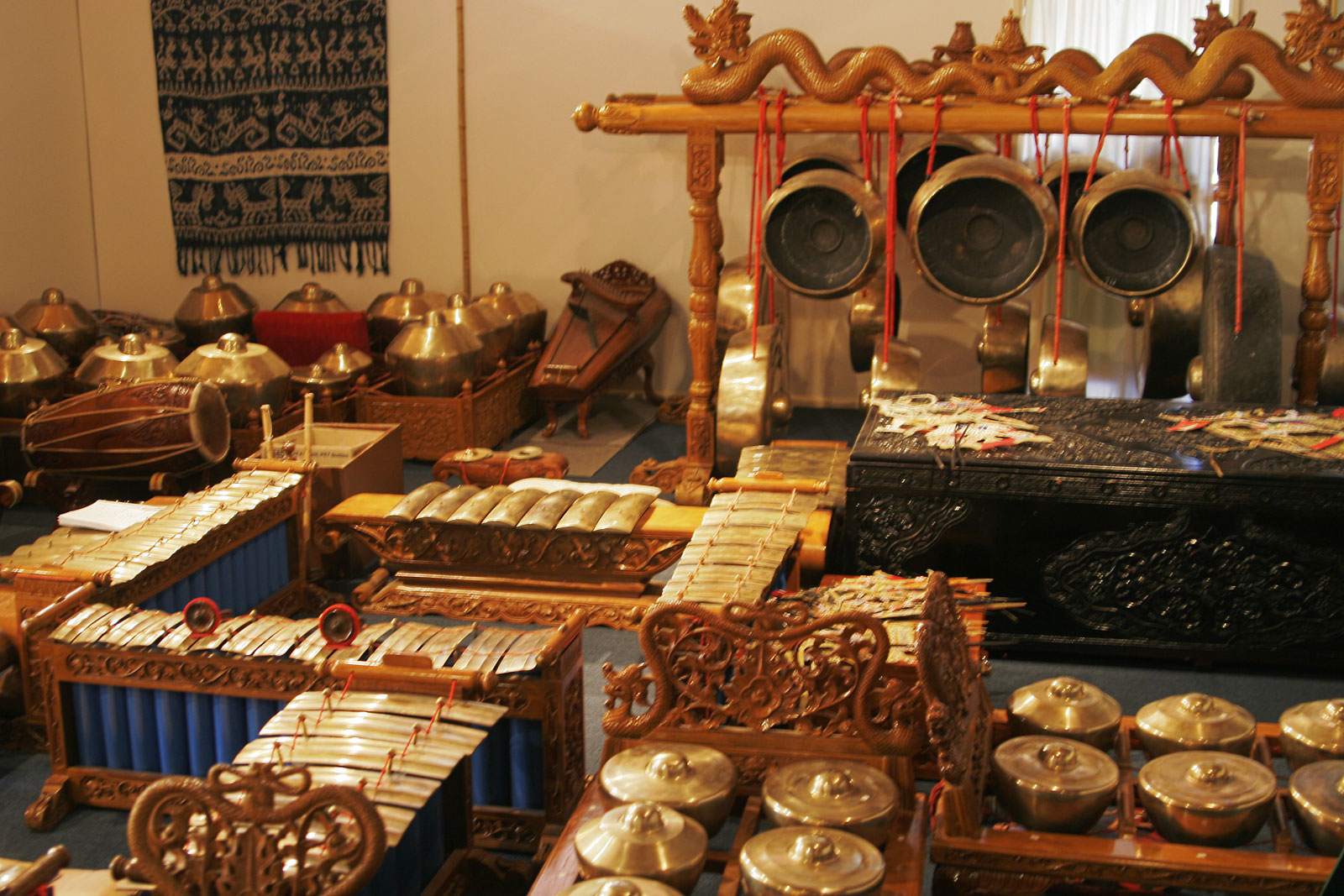
Индонезия — родина набора настроенных гонгов с многочисленными его вариациями, особенно распространёнными на Яве и Бали

Китайская классическая музыка, включающая традиционное искусство и придворную музыку, насчитывает около трёх тысяч лет. Она имеет свои собственные уникальные системы нотной записи, а также настройки и высоту звука, музыкальные инструменты и стили (жанры). Китайская музыка основана на пентатонике и диатонике, в ней используется гамма из двенадцати нот в октаве (5 + 7 = 12), подобно музыке, сформированной под влиянием европейской традиции.

### Музыка Африки

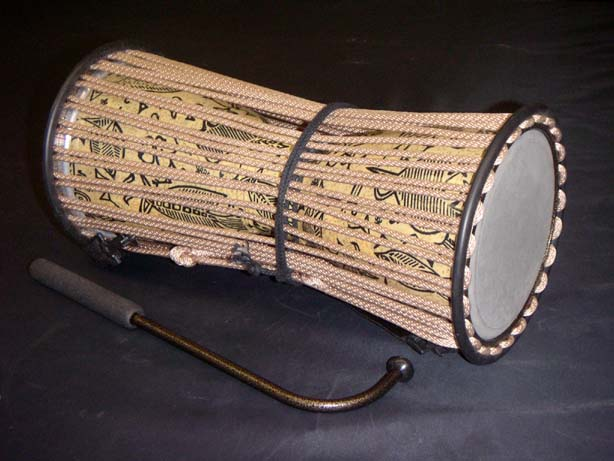
Говорящий барабан — популярный инструмент в Западной Африке

Африканская музыка прошла значительную эволюцию на протяжении веков, и её современные традиционные формы заметно отличаются от ранних. Развитие музыки не ограничивалось отдельными этническими группами; важную роль всегда играл творческий подход отдельных музыкантов. Основные источники изучения истории африканской музыки включают археологические находки, наскальные рисунки, устные предания, а также записи путешественников и исследователей.
Музыкальное влияние Чёрной Африки распространялось на Северную Африку уже в 8000—3000 годах до н. э., когда неолитические культуры вдоль рек формировали ранние музыкальные и танцевальные традиции. Одним из древнейших визуальных свидетельств является танцевальная сцена, обнаруженная на плато Тассилин-Адджер (ок. 6000—4000 гг. до н. э.). Миграции и культурный обмен способствовали распространению музыкальных инструментов и стилей по всему континенту. Такие инструменты, как говорящие барабаны дундун и ламеллофон ликембе, были адаптированы к новым условиям и потребностям. Взаимодействие с другими культурами, включая влияние европейских колонизаторов, также оказало влияние на африканскую музыку. Возникли сравнительно новые жанры, среди них — хайлайф в Западной Африке, конголезская румба, таараб в Восточной Африке и различные музыкальные стили Южной Африки.

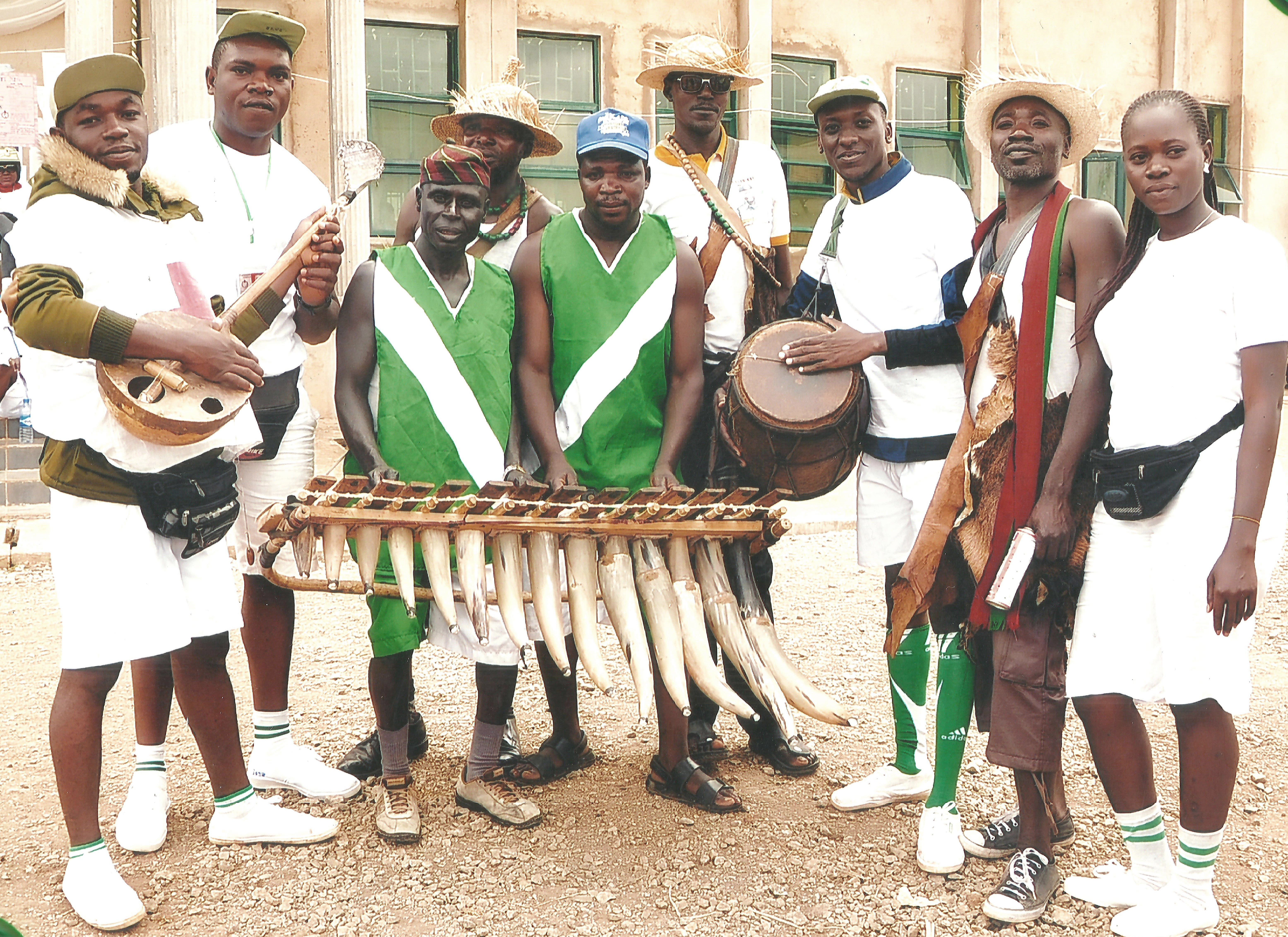
Музыканты из штата Плато, Нигерия, с местными музыкальными инструментами: ксилофоном из рогов, барабанами и гитарой ручной работы

Сложность для исследователей представляют музыкальные сходства между отдалёнными регионами, в то время как соседние территории могут иметь разные стили. Например, многоголосый стиль пения народа бауле в Кот-д’Ивуаре настолько похож на стиль многоголосого пения ряда народов восточной Анголы, что сходство сразу же признаётся представителями обеих культур, несмотря на географическую удалённость.
Трансатлантическая работорговля вызвала распространение африканской музыки в Новом Свете, где модифицировались и иногда получили дальнейшее развитие такие инструменты, как фрикционный барабан. Духовная музыка, например, в религии кандомбле в Бразилии, восходит к формам поклонения ориша у йоруба в XVIII и XIX веках. Урбанизация и распространение христианства в XIX—XX веках породили новые музыкальные жанры, что дало толчок развитию африканской церковной музыки («Nkosi Sikelel iAfrika», африканский госпел, конголезский вариант латинской мессы Missa Luba), а также протестных песен, в которых зачастую адаптируются тексты религиозных гимнов и светских песен для сплочения оппозиции политическому угнетению («We Shall Overcome», «О, благодать»).
Музыка и танцы африканской диаспоры, сформированные в разной степени на основе африканских музыкальных традиций, заметно повлияли на американскую музыку, включая такие жанры, как диксиленд, блюз, джаз, а также многие карибские жанры, например, калипсо и сока. Многие жанры латиноамериканской музыки, такие как кумбия, сальса, румба, конга, самба, были основаны на музыке порабощённых африканцев и, в свою очередь, оказали влияние на африканскую популярную музыку.

### XX и XXI век

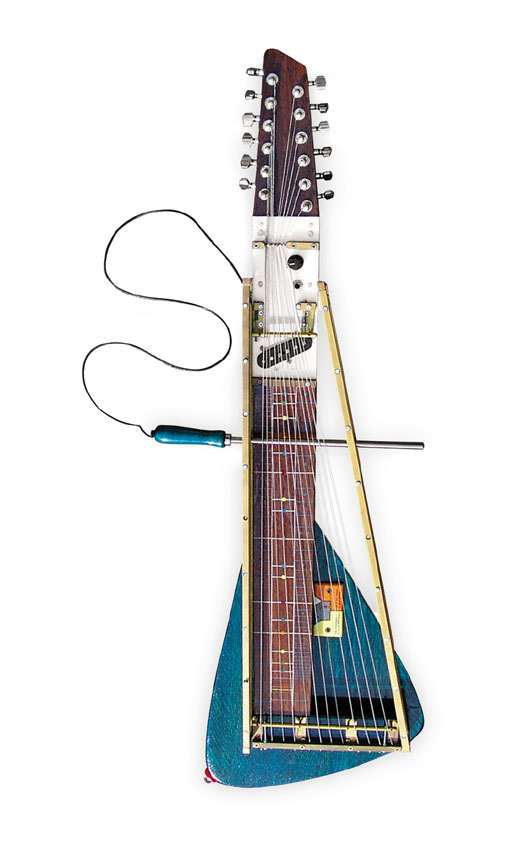
Мудсвинджер Ландмана (2006) — цитра с третьим порожком для обертонов, пример экспериментального музыкального инструмента

В XIX веке одним из главных способов знакомства публики с новыми музыкальными произведениями была продажа нотных изданий. Любители музыки из среднего класса исполняли их дома на фортепиано или других популярных инструментах, таких как скрипка. С появлением музыки XX века изобретение новых электрических технологий, таких как радиовещание, а также массовая доступность грампластинок привели к тому, что звуковые записи, прослушиваемые на радио или проигрывателе, стали основным способом знакомства с новыми музыкальными композициями. С распространением радио и фонографов, использовавшихся для воспроизведения и распространения музыки, прослушивание музыкальных произведений стало намного доступнее. Теперь оперы, симфонии и выступления биг-бендов могли звучать прямо в гостиной каждого, у кого был радиоприёмник или проигрыватель. В XIX веке доступ к новой музыке был в основном ограничен представителями среднего и высшего класса, которые умели читать ноты и владели фортепиано или другими инструментами. Появление радио и проигрывателей открыло возможность прослушивания музыки и людям с низким доходом, не имевшим средств на посещение оперы или симфонических концертов. Эти устройства также позволили слушать произведения из разных регионов страны и мира, даже если люди не могли позволить себе путешествовать в эти места, что способствовало распространению музыкальных стилей.
Академическая музыка XX века характеризовалось исследованием новых ритмов, стилей и звуков. Ужасы Первой мировой войны повлияли на многие виды искусства, в том числе и на музыку, и композиторы начали исследовать более мрачные и жёсткие звуки. Традиционные музыкальные стили, такие как джаз и фолк, использовались композиторами в качестве источника идей для классической музыки. Игорь Стравинский, Арнольд Шёнберг и Джон Кейдж входили в число влиятельных композиторов в академической музыке XX века. Изобретение звукозаписи и возможность редактировать музыку привели к появлению новых поджанров классической музыки, включая акусматическую и конкретную школы электронной композиции. Звукозапись оказала большое влияние на развитие жанров популярной музыки, поскольку позволила широко распространять записи песен и групп. Появление многодорожечной системы записи оказало большое влияние на рок-музыку, поскольку она могла делать больше, чем просто записывать выступление группы. Используя многодорожечную систему, группа и её музыкальный продюсер могли накладывать много слоёв инструментальных дорожек и вокала, создавая новые звуки, которые были бы невозможны в живом исполнении.
Джаз развивался и становился важным музыкальным жанром на протяжении всего XX века, а во второй его половине то же произошло и с рок-музыкой. Джаз — американская разновидность музыкального искусства, возникшая в начале XX века в афроамериканских общинах на юге США в результате слияния африканских и европейских музыкальных традиций. Западноафриканское происхождение стиля проявляется в использовании блюзовых нот, импровизации, полиритмии, синкопирования и свингового ритма.

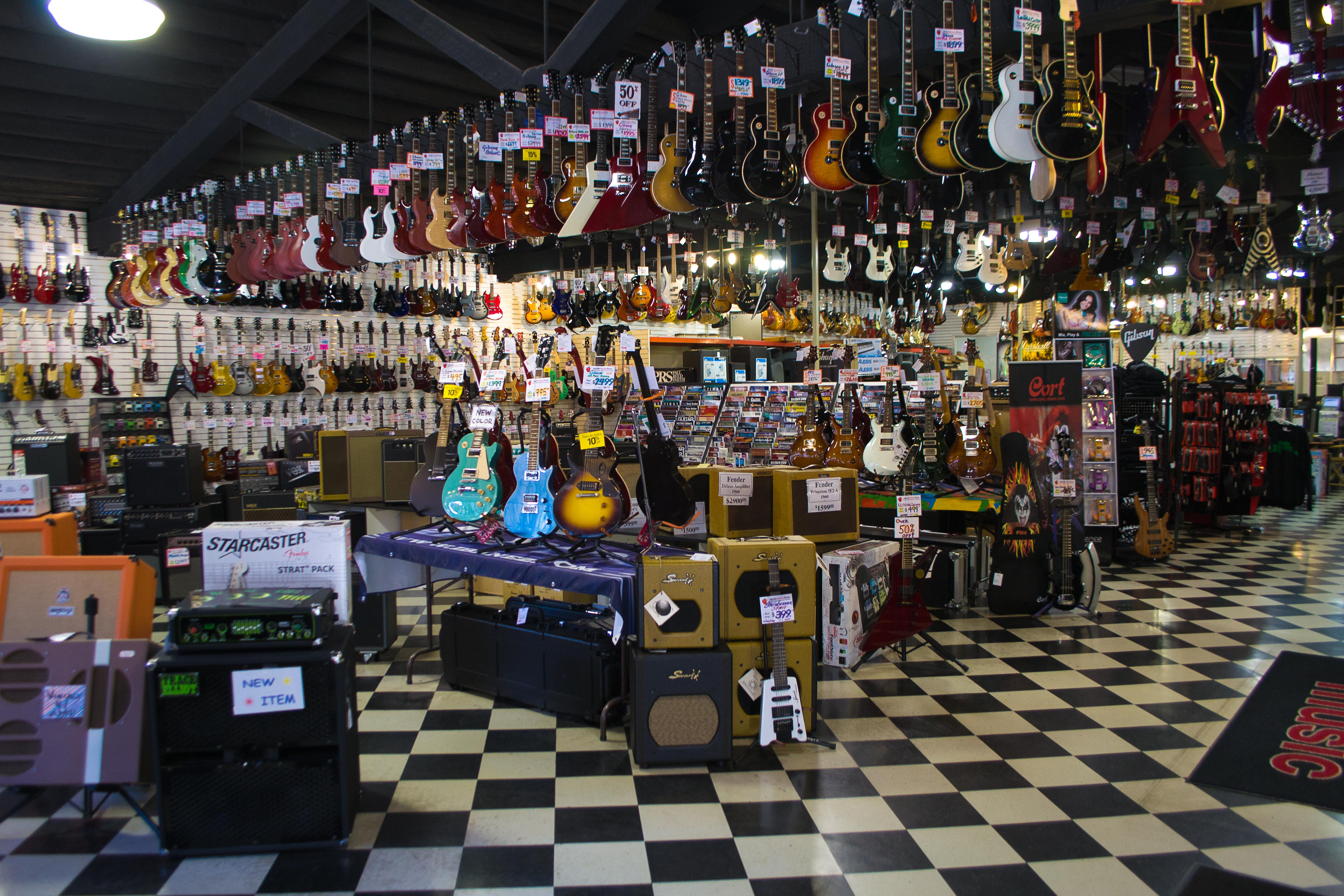
Подборка электрогитар и усилителей в магазине

Рок-музыка — жанр популярной музыки, сформировавшийся в 1950-х годах под влиянием рок-н-ролла, рокабилли, блюза и кантри. Основой звучания рока чаще всего становится электрогитара или акустическая гитара, дополненная сильным ритмическим акцентом, задаваемым ритм-секцией. Наряду с гитарой и клавишными, в роли солирующих инструментов часто выступают саксофон и блюзовая губная гармошка. В своей «чистой» форме рок отличается использованием «трёх аккордов, ярким, выразительным ритмом и запоминающейся мелодией». Традиционная ритм-секция в популярной музыке включает ритм-гитару, электрическую бас-гитару и ударные. В некоторых группах используются клавишные инструменты, такие как орган, фортепиано или, начиная с 1970-х годов, аналоговые синтезаторы. В 1980-х годах поп-музыканты начали использовать цифровые синтезаторы, например синтезатор DX7, электронные драм-машины, такие как TR-808, а также синтезаторные бас-устройства (например, TB-303) или клавишные синтезаторы басовых звуков. В 1990-х годах музыкальная индустрия начала активно использовать всё более разнообразное компьютеризированное оборудование, инструменты и программное обеспечение, такие как цифровые аудиостанции. К 2020-м годам программные синтезаторы и музыкальные приложения для компьютеров открыли возможности для продюсеров-любителей создавать и записывать музыку, например EDM, прямо у себя дома. Они могут добавлять семплированные и цифровые инструменты, а также редактировать записи в цифровом формате. В 1990-х годах группы в жанрах вроде ню-метала стали включать в свой состав диджеев. Диджеи создают музыку, манипулируя записанной музыкой с помощью DJ-микшеров.

## Теория музыки
Теоретические аспекты музыки изучает музыковедение.
Теория музыки ищет ответы на вопросы о том, каким правилам подчиняется музыка, что лежит в её основе и чему надо научиться, чтобы не только грамотно исполнять музыку, но и понимать её. При непосредственном восприятии музыки, с одной стороны, и её рациональном анализе, с другой стороны, выделяются универсальные (характерные для любой музыки) категории — гармония, ритм и форма. В то время как ритм и форма присущи также другим видам искусств, звуковысотная структура (гармония) — уникальная, присущая только музыке, сущность. Мелодия и полифония, хотя и не являются столь универсальными, как гармония, ритм и форма, в ряде конкретных музыкальных складов приобретают огромное значение.
Прикладная теория, основываясь на материале исследований, ставит своей целью создание и совершенствование методов обучения музыке, позволяющих овладевать исполнительской практикой, тренировать восприятие музыки. Базовыми навыками являются сольфеджио — чтение музыки с листа, анализ и запись нот на слух, чтение различных видов партитур, оркестровок, искусство импровизации, азы композиции.

### Музыкальный звук
Музыка строится из музыкальных звуков. Они обладают определённой высотой (высота основного тона обычно от до субконтроктавы до нот до — ре пятой октавы (от 16 до 4000—4500 Гц). Тембр музыкального звука определяется присутствием обертонов и зависит от источника звука. Громкость музыкального звука не превышает порога болевого ощущения. Музыкальный звук обладает определённой длительностью. Физическая особенность музыкального звука состоит в том, что звуковое давление в нём является периодической функцией времени.
Музыкальные звуки организуются в музыкальную систему. Базисом для построения музыки является звукоряд. Динамические оттенки подчинены шкале громкостей, не имеющей абсолютных значений. В наиболее употребительной шкале длительностей соседние звуки находятся в отношении 1:2 (восьмые так относятся к четвертям, как четверти к половинам, и тому подобное (например Ритмическое деление).

### Музыкальный строй
Музыкальным строем называют систему отношений звуков по высоте, принятой в той или иной практике настройки музыкальных инструментов, которая характеризуется заданием частот звучания нот. Существует много разных музыкальных строев, например, пифагорейский или среднетоновый. На современных музыкальных инструментах с фиксированным строем обычно используется равномерно темперированный строй.
При настройке инструмента разным нотам присваиваются разные частоты звучания. При этом присвоение частот можно произвести разными способами. Например, чистый строй характеризуется абсолютно чистым звучанием квинты на первой ступени основной тональности, но при этом другие квинты звучат уже не так чисто, а некоторые — откровенно фальшиво (волчья квинта). Если немного изменить частоты звучания нот, то можно добиться улучшения звучания интервалов, которые, не будучи идеально чистыми, тем не менее, звучат приемлемо для слуха (как, например, на равномерно темперированном фортепиано).

### Гармония
Подавляющее большинство современных музыкальных направлений широко использует одновременное звучание тонов, которое называется созвучием. Созвучие двух звуков называют музыкальным интервалом, а из трёх и более звуков — аккордом. В композиционно-техническом смысле гармонией называется объединение звуков в созвучия и их закономерное последование. Гармонией называется также отрасль музыковедения, изучающая эти закономерности.
По акустическому качеству и психологическому восприятию различают консонансы и диссонансы: первые благозвучны, звуки консонанса на слух как бы сливаются в единый многозвучный комплекс, вторые — более резкие и напряжённые, звуки диссонантных созвучий на слух не сливаются воедино. Противопоставление диссонансов и консонансов, разрешение диссонансов в консонансы — ключевая особенность музыкальной гармонии барочного, классического и романтического периодов. В ряде авангардных музыкальных направлений, однако, противопоставление консонансов и диссонансов снимается.

### Письменная фиксация
Многие музыкальные культуры выработали свои системы фиксации музыки с помощью письменных знаков. Преобладание семиступенных диатонических ладов в европейской музыке стало причиной того, что в процессе эволюции было выделено семь нот, названия которых происходят из латинского гимна св. Иоанна — до, ре, ми, фа, соль, ля, си. Эти ноты образуют семиступенный диатонический звукоряд, звуки которого могут быть расположены по квинтам, а интервалы между соседними ступенями составляют большую или малую секунду. Названия нот распространяются на все октавы звукоряда.
Остальные 5 звуков 12-ступенного ряда могут быть получены продолжением квинтового круга или построением аналогичного 7-ступенного звукоряда от другой ноты. Для обозначения этих звуков принято использовать знаки альтерации — диез и бемоль, изменяющие высоту ноты на маленький музыкальный интервал — один полутон.

## Классификация музыкальных произведений

### Музыкальная форма
По строению музыкальные произведения принято относить к различным музыкальным формам (например, сонатная форма, вариационная форма и т. д.).
Всякий музыкальный материал, построенный согласно определённым принципам в законченное целое, обретает форму — музыкальную форму. Существует множество классификаций форм музыкальных произведений. В самом общем случае для категоризации используют технику музыкального письма: выявленное при анализе произведения преобладание той или иной техники позволяет относить работу к той или иной форме. Выделяют формы монодические (мелодия без аккомпанемента), формы полифонические (многоголосые контрапунктические), формы гомофонные (гармонические). Прослеживается связь между разделением на формы и различием в истоках их происхождения. Так, если истоками монодических форм служили распевания тех или иных текстов, то в основе развития гомофонных форм лежало развитие инструментальной музыки. Для гомофонных форм весьма часто сохранились названия, пришедшие от ранних форм, например, рондо, соната.
На более высоком уровне восприятия музыки форма становится носителем не только технических характеристик произведения. С точки зрения композитора, создающего музыку по определённому замыслу, или теоретика, способного охватить взглядом всю широту музыкального поля и подвергнуть его анализу, форма получает возможность включить в себя и эстетические характеристики. Показательно с этой точки зрения разделение на «форму музыки» и «форму в музыке».

### Жанры, направления, стили
Музыкальные произведения можно условно разделить по жанрам, направлениям и стилям. Критериями подобного разделения могут служить ритм, используемые инструменты, приёмы и другие параметры.
Стиль тесно связан с характером музыкального произведения, то есть с тем, как произведение воспринимается слушателем, какое создаёт у него впечатление. В связи с этим принадлежность к стилю требует рассмотреть музыкальное произведение целиком. Оценивается и непосредственно материал произведения — гармонический, мелодический, полифонический, ритмический. Оценивается и та форма, в которую этот материал воплощён. Также в понятие стиля включается и инструментовка, то есть непосредственно оценка музыкальных инструментов, использующиеся для воспроизведения, так как выбор тех или иных инструментов также способен сильно повлиять на восприятие.
Одно из распространённых делений на стили — по композиторам и по эпохам. Например, свойственный Баху гармонический, мелодический, полифонический, ритмический материал позволяет выделять «стиль Баха», поскольку имеется возможность отметить его несомненное отличие от материала других композиторов. Аналогично та или иная эпоха, обладая заметными чертами в музыке, позволяет вводить понятия о стиле данной эпохи (например, музыкальный стиль XVIII века и т. п.). Весьма важным для определения стиля является характер музыкального письма.

## Музыкальные инструменты

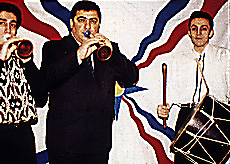
Ассирийцы играют на инструментах: зурне и давуле

По способу извлечения звука инструменты относят к струнным, духовым, клавишным, ударным, электронным и пр. Согласно разработанной в начале XX века системе классификации Хорнбостеля — Закса инструменты разделяют по двум основным признакам: источнику звука (мембрана, струна, столб воздуха и пр.) и способу извлечения звука (смычковые, щипковые, язычковые и пр.).
Физическая основа музыкального инструмента, производящего музыкальные звуки (за исключением цифровых электрических устройств), — это резонатор. Это может быть струна, столб воздуха в некотором объёме, колебательный контур, или иной объект, способный запасать подведённую энергию в виде колебаний. Резонансная частота резонатора определяет основной тон (первый обертон) производимого звука. Инструмент может производить столько звуков одновременно, сколько резонаторов в нём смонтировано. Звучание начинается в момент ввода энергии в резонатор. Резонансные частоты резонаторов некоторых инструментов часто можно плавно или дискретно изменять в процессе игры на инструменте. Для принудительного прекращения звучания можно использовать демпфирование.

## Влияние музыки на живых существ

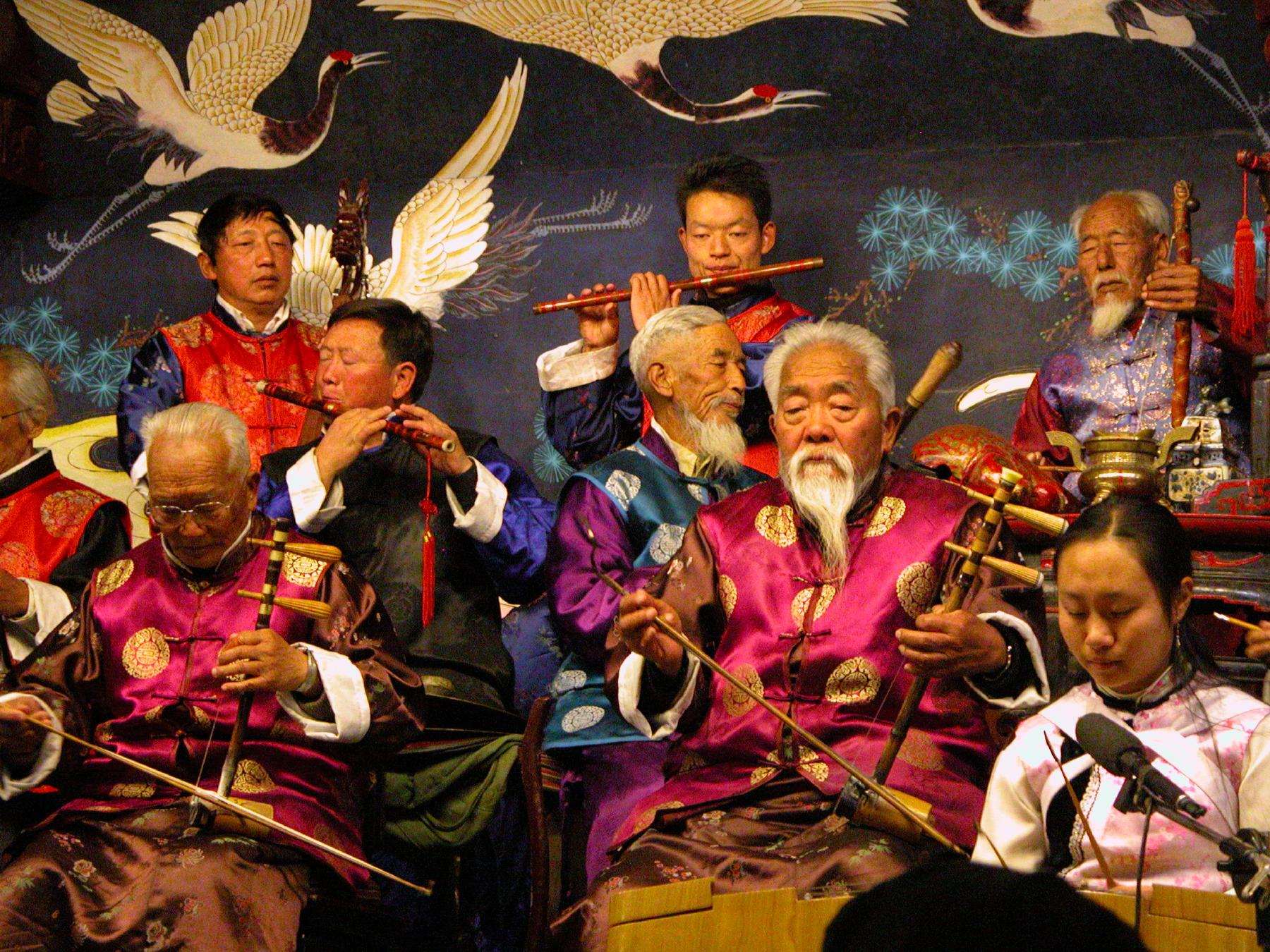
Китайские (наси) музыканты

По мнению норвежских учёных Аре Бреана и Гейра Скейе, важнейшая роль музыки состоит в осознании себя частью целого. Эта функция была развита в ходе эволюции Homo sapiens и передаётся на генетическом уровне.
У человека прослушивание музыки может сопровождаться эйфорией, вызванной высвобождением дофамина в области полосатого тела головного мозга.
Установлено, что у людей, кроликов, кошек, морских свинок и собак под воздействием музыки может изменяться кровяное давление, увеличиваться частота сердечных сокращений, а также уменьшаться ритм и глубина дыхательных движений вплоть до полной остановки дыхания. У собак из группы пород пинчер эти изменения сильнее, чем у других собак (давление изменяется на 70 мм ртутного столба).
У людей, согласно различным исследованиям, прослушивание определённых композиций классической музыки может вызывать кратковременное (порядка 10 минут) улучшение пространственно-временного восприятия, что иногда называют эффектом Моцарта.
Экстремальная музыка приводит к повышению агрессивности, что сопровождается повышением сердечного ритма во время прослушивания. Однако на людей с повышенной агрессивностью тяжёлая музыка не оказывает подобного воздействия и вызывает положительные эмоции, что может являться хорошим способом высвобождения гнева.
Даже среди животных одного вида есть различия: определённая часть равнодушна к музыке, часть — весьма чувствительна и восприимчива, а некоторые оказываются способными к активному музыкальному творчеству.
Люди, страдающие амузией, не способны распознавать и исполнять музыку.

## Музыкальное содержание
Как и прочие виды искусства, музыка не имеет выраженной материальной ценности, поскольку нематериальные её результаты проявляются, прежде всего, в духовной жизни человека и общества. Оказывая влияние на внутренний мир людей, искусство способно создавать или изменять нравственно-духовные ценности, обладая определённым содержанием. Воздействие музыки осуществляется широким фронтом, влияя не только на эмоции и чувства, на психику и телесную моторику, но и затрагивая также способности к интуиции, игре, созерцанию, фантазии. Отсюда частое рассмотрение содержания музыки как сакрального вида искусства. Противоречие между явной способностью музыки оказывать влияние на человека и невозможностью ясно выразить то содержание, что оказало влияние, привело к значительному разнообразию в ответе на вопрос, что же именно музыка «говорит» человеку, какое послание в ней содержится. Искусствоведами, мыслителями и композиторами давались такие варианты ответа:
- музыка — это запечатление непосредственно самого человека, его мыслей, эмоций, интеллекта, его подсознательного;
- музыка — это запечатление внечеловеческого: Бога, сущности бытия, окружающей действительности, категории положительного.

Между этими полюсами существуют и промежуточные мнения, пытающие связать их между собой, например, что «музыка — это отражение действительности в эмоциях и идеях человека», а также отдельно выделяется группа высказываний, сводящих музыку только к звукам («музыка — всё, что звучит»).
Искусствовед Казанцева Л. П. даёт следующее определение музыкального содержания:
- «Музыкальное содержание — это воплощённая в звучании духовная сторона музыки, порождённая композитором при помощи сложившихся в ней объективированных констант (жанров, звуковысотных систем, техник сочинения, форм и т. д.), актуализированная музыкантом-исполнителем и сформированная в восприятии слушателя»[49].

При этом в основу понимания помещается система художественных представлений, возникающих под влиянием музыки и складывающихся собственно в музыкальное содержание. Являясь сложным продуктом деятельности психики человека, эти представления имеют своей предметной стороной переплетающиеся и взаимопроникающие понятия человека, окружающего его мира и непосредственно самой музыки. Задачей музыки является порождение этих представлений, их организация между собой с помощью музыкальных средств и методов. Базовым инструментом здесь выступает интонация, которая позволяет управлять представлениями, выстраивая их в нужной последовательности и концентрации. Умелое использование музыкального материала позволяет создавать из представлений обобщения различной степени — от музыкальных образов до музыкально-художественных тем и идей. При этом важной особенностью музыки является непрерывная переорганизация порождаемой ей системы представлений, что, помимо богатства образов, даёт также динамическую увлечённость, способность захватить слушателя за собой.
Созданное композитором музыкальное произведение является воплощением части его внутреннего мира. Рефлексируя, автор переосмысливает имеющийся в его распоряжении материал, создавая новые образы. Богатство используемого композитором материала огромно, и в некоторых случаях оно может даже довлеть над создателем, мешая ему свободно творить. Однако автор не может существовать в вакууме, так или иначе он изначально является носителем музыкальных культурных традиций и существует на поле разработанных музыкальных форм, стилей, звуковысотных систем, жанров, техник, символики музыкальных инструментов, смысловых амплуа тональностей и прочего. Если опыт предшественников не используется, то существует вероятность, что музыкальное содержание произведения останется не понятным слушателю, который на самом деле существует ровно в той же культурной атмосфере. Таким образом, известный материал помогает коммуникации произведения со слушателем и может служить «средством доставки» нужного автору содержимого, его художественных идей.

## Комментарии

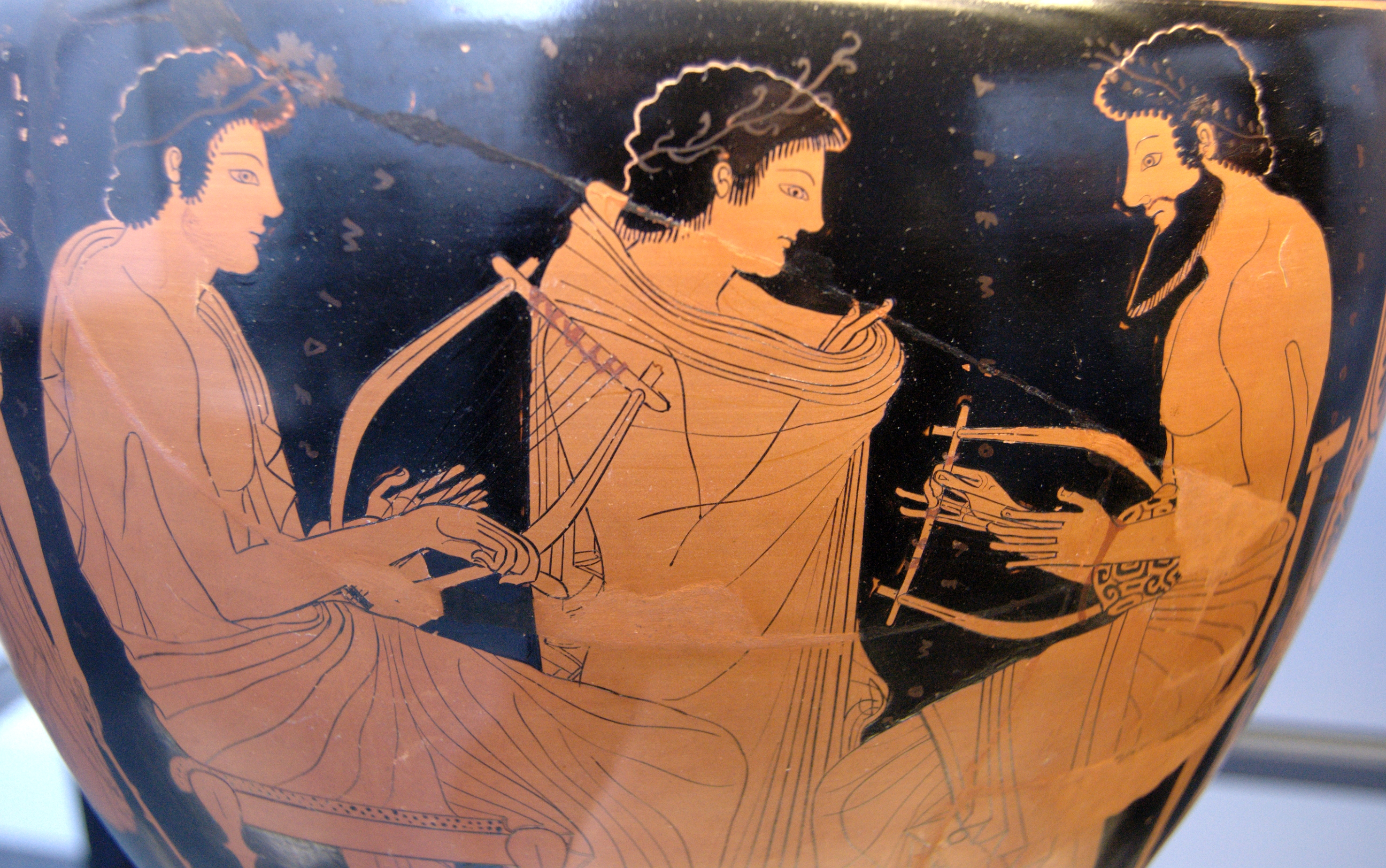
Деталь краснофигурной росписи аттической гидрии. Ок. 510 г. до н. э. Изображает урок музыки

1. ↑  Субстантивированное прилагательное от др.-греч. μοῦσα — муза.
2. ↑  Обширная сводка словарных дефиниций музыки дана в статье «Music» в Музыкальном словаре Гроува (vol. 17, 2001), причём собственного определения этот словарь не предоставляет. Согласно А. Н. Сохору, музыка «отражает действительность и воздействует на человека посредством осмысленных и особым образом организованных по высоте и во времени звуковых последований, состоящих в основном из тонов»[2]. Г. Г. Эггебрехт, говоря о музыке «в западном понимании этого слова», определяет её как «художественную организацию звучания, которое, в смысле природного и эмоционально воспринимаемого звучащего феномена, рисует картину мира и души, неосознанно и конкретно схватываемую слухом, а в смысле искусства [это звучание] становится духовным „языком“ материального мира, отрефлексированного и упорядоченного (а значит осмысленного и смыслополагающего) благодаря теоретическому знанию»[3].